# For My Pain...
For My Pain... je finski heavy metal sastav. Sviraju tipičan heavy metal, sa zvukom karakterističnim za finske metal skupine. 
Članovi sastava su bivši članovi sastava Embraze, Eternal Tears of Sorrow, Nightwish, Charon i Reflexion. Sastav je izdao svoj uspješan debitantski album Fallen 2003. Godine 2007. sastav je najavio da će početi snimati novi album, ali su listopadu 2007. najavili da je izlazak albuma opet odgođen.

## Članovi
- Juha Kylmänen - vokal
- Lauri Tuohimaa - gitara
- Olli-Pekka Törrö - gitara
- Altti Veteläinen - bas-gitara
- Petri Sankala - bubnjevi
- Tuomas Holopainen - klavijature

## Albumi
Studijski albumi
- Fallen (2003)

Singl
- "Killing Romance" (2004.)

## Vanjske poveznice
- Metal archives